# Esthétique

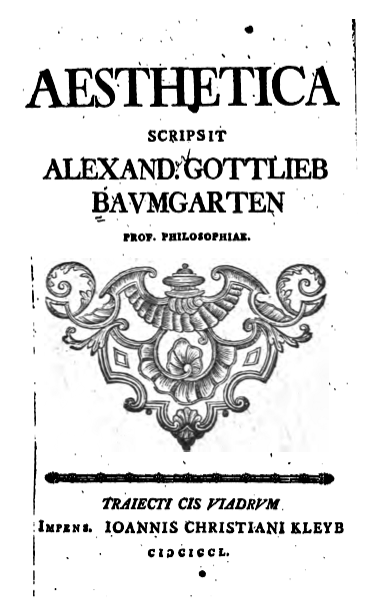
Première page du livre intitulé Æsthetica de Baumgarten, 1750. On lui doit ce néologisme.

Pour les articles homonymes, voir Esthétique (homonymie).
L'esthétique (ou philosophie de l'art) est une discipline de la philosophie ayant pour objet les perceptions, les sens, le beau (dans la nature ou l'art), ou exclusivement ce qui se rapporte au concept de l'art.
L'esthétique correspond ainsi au domaine désigné jusqu'au XVIIIe siècle par « science du beau » ou « critique du goût », et devient depuis le XIXe siècle la philosophie de l'art. Elle se rapporte, par exemple, aux émotions provoquées par une œuvre d'art (ou certains gestes, attitudes, choses), aux jugements de l'œuvre, à ce qui est spécifique ou singulier à une expression (artistique, littéraire, poétique, etc.), à ce qui pourrait se définir comme beau par opposition à l'utile et au fonctionnel.
Dans le langage courant, l'adjectif « esthétique » se rapproche de « beau ». Comme nom, « esthétique » est une notion désignant l'ensemble des caractéristiques qui déterminent l'apparence d'une chose, souvent synonyme de cosmétique, d'aspect physique et paradoxalement de design.

## Définition

### Étymologie et sémantique
Le mot esthétique est dérivé du grec αίσθησιs / aisthesis signifiant beauté/sensation. L'esthétique définit étymologiquement la science du sensible. Ce sens est présent, par exemple, dans la Critique de la Raison pure de Kant, où l'esthétique est l'étude de la sensibilité ou des sens. Mais l'usage a donné au mot une autre signification, sans rapport avec l'étymologie, lorsque le terme d'esthétique désigne la science du beau ou la philosophie de l'art. Bien que le mot esthétique soit d'étymologie grecque, il était inconnu dans l'Antiquité, car la science de l'esthétique n'est apparue qu'à l'époque moderne et dans un contexte allemand.
C'est le philosophe allemand Alexander Gottlieb Baumgarten, disciple de Christian Wolff, qui, au XVIIIe siècle, introduit le néologisme « esthétique » (en latin : aesthetica), lui donnant son acception moderne par la publication du premier volume de son Aesthetica, en 1750. Il délimite une discipline philosophique nouvelle et indépendante, en se fondant initialement sur la distinction platonicienne entre les choses sensibles (aisthêta) et intelligibles (noêta). Dans l'ouvrage Méditations philosophiques (1735), Baumgarten définit l'esthétique comme « la science du mode de connaissance et d'exposition sensible », puis dans Æsthetica (1750) : « L'esthétique (ou théorie des arts libéraux, gnoséologie inférieure, art de la beauté du penser, art de l'analogon de la raison) est la science de la connaissance sensible ». En effet, Baumgarten considère l'idée du beau comme une perception confuse ou un sentiment, et,de ce fait, comme une forme inférieure de connaissance, d'où l'usage du terme esthétique. L'esthétique s'oppose à la logique comme les idées confuses s'opposent, dans l'école de Wolff et de Leibniz, aux idées distinctes. Son esthétique est également une théorie des beaux-arts. Elle se substitue historiquement à la Poétique conçue par Aristote.
Le terme esthétique prend une signification différente selon les langues, n'ayant pas été adopté aux mêmes périodes, ni sous l'influence des mêmes œuvres philosophiques (celles de Kant et de Hegel notamment). En outre, ce domaine d'étude est également désigné par des termes synonymes ou proches. L'esthétique est « la théorie, non de la beauté elle-même, mais du jugement prétendant évaluer avec justesse la beauté, comme la laideur. » Dans la langue anglaise, le champ de l'esthétique était traditionnellement classé dans la catégorie de la Critic, à la suite de Elements of Criticism (1762) du philosophe Henry Home, se définissant généralement comme « critique d'art » (critic of art). Depuis les années 1950, l'influence dominante de la philosophie analytique dans le monde anglo-saxon tend également à restreindre la portée de aesthetics à la seule philosophie de l'art (Voir esthétique analytique). Dans la langue française, ce champ d'étude était généralement défini, avant le XIXe siècle, comme « théorie des arts » ou « critique du goût ». Dans ses commentaires sur les Salons de la seconde moitié du XVIIIe siècle, Diderot utilise les termes de « manière » ou de « goût » dans sa critique d'art. Charles de Villers écrit en 1799 : « Diderot a voulu introduire dans l'Encyclopédie ce terme d'Esthétique, mais cela n'a pas pris. Nous n'avons sur les principes du goût que des ouvrages fragmentaires et une doctrine éclectique : ces principes ne sont pas rédigés dans un code certain et suivant une méthode vraiment scientifique, il est évident que nous n'avons point d'esthétique. » Le mot esthétique entre dans la langue française à la fin du XVIIIe siècle et dans le Dictionnaire de l'Académie française en 1835 seulement. Sa première apparition dans un dictionnaire philosophique est due à Charles Magloire Bénard (le traducteur français de Hegel) en 1845. Le nom désigne « la science du beau » et la « philosophie des beaux-arts ».
Le terme a aussi des dérivés : l'esthétisme, qui caractérise l'évaluation des valeurs humaines du seul point de vue esthétique (selon le beau et l'agréable) ; par la suite il désigne un mouvement artistique et littéraire anglais du XIXe siècle. L'esthétisation (allemand : Ästhetisierung), processus de transformation en réalité esthétique d'un phénomène initialement non esthétique. L'esthète, personne sensible au beau. L'esthéticien, philosophe spécialisé dans le domaine de l'esthétique.

## Objet
Dans sa définition la plus large, l'esthétique a pour objet les perceptions sensorielles, l'essence et la perception du beau, les émotions et jugements liés aux perceptions, ainsi que l'art sous toutes ses formes (musique, peinture, gastronomie, etc.) et tous ses aspects (œuvre, créativité, etc.). Des aspects fondamentaux et parfois opposés peuvent être particulièrement remarqués. L'esthétique peut être une théorie du beau, qui se veut science normative, aux côtés de la logique (concept du vrai) et de la morale (concept du bien). Elle est donc une théorie d'un certain type de jugements de valeur qui énonce les normes générales du beau. L'esthétique peut être également une métaphysique de la vérité, qui s'efforce de dévoiler la source originelle de toute beauté sensible : par exemple, le reflet de l'intelligible dans la matière (Platon), la manifestation de l'idée (Hegel), de la volonté (Schopenhauer), de l'être (Heidegger).
Le caractère de métaphysique du beau est progressivement remplacé par une philosophie de l'art (Hegel), qui prend pour objet les œuvres faites par les hommes au lieu des constructions a priori de ce qu'est le beau. Par suite, l'esthétique apparaît comme une réflexion sur les techniques ou sur les conditions sociales qui font tenir pour « artistique » un certain type d'action, qui réfléchit également sur la légitimité du concept de l'art.

## Histoire en Occident
Comprise dans son sens traditionnel (kantien) comme l'étude philosophique des perceptions, émotions, du beau et de l'art, l'esthétique recouvre un domaine de recherche aussi ancien que la philosophie elle-même, mais la discipline est moderne, car les Grecs ne distinguaient pas dans la philosophie quelque chose qui ressemblât à une esthétique . C'est donc de façon rétrospective que l'on peut parler d'une esthétique antique comme science du beau ou science du sensible. L'histoire de l'esthétique se développe parallèlement à l'histoire du rationalisme. Il faut dater « l'invention » de l'esthétique du milieu du XVIIIe siècle ; si l'on considère la philosophie de l'art, il faut attendre le XIXe siècle (Hegel).

### Antiquité

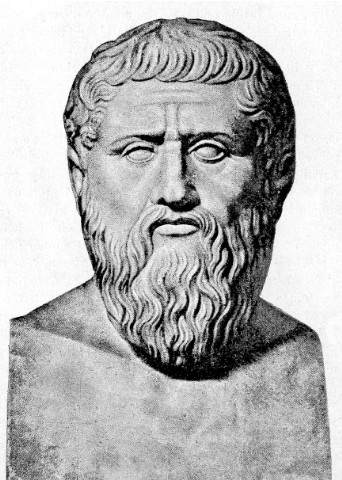
Platon.

Dans la Grèce antique, la question du beau est une question centrale, mais elle n'est pas rapportée nécessairement à la question de l'art. C'est une question qui touche aussi bien à la morale qu'à la politique chez Platon. La période phare de l'esthétique s'étend principalement du  Ve siècle au IVe siècle, à l'époque de la démocratie des cités grecques, bien que des notions et précisions esthétiques aient été énoncées dans des temps plus anciens :
Homère (vers la fin du VIIIe siècle) parle notamment de beauté, d'harmonie, etc., sans toutefois les préciser théoriquement. Par travail artistique, il comprenait la production d'un travail manuel, par laquelle agissait une divinité . Héraclite d'Éphèse explique le Beau comme qualité matérielle du vrai. L'art serait alors la manifestation d'un accord opposé par une imitation de la nature. Démocrite voit la nature du Beau dans l'ordre sensible de la symétrie et de l'harmonie des parties, envers un tout. Dans les représentations cosmologiques et esthétiques des pythagoriciens, les principes numériques et proportionnels jouent un grand rôle pour l'Harmonie et le Beau.

#### Platon
La philosophie de l'art commence, chez Platon, par une condamnation des beaux-arts. L'art n'est jamais, dans le cadre de la théorie des Idées, qu'une copie du réel ; or, ce qui est perçu comme le réel par les sens n'est qu'une copie des Idées, c'est-à-dire des formes intelligibles uniquement accessibles à l'intellect . L'art est donc un « simulacre de simulacre ».

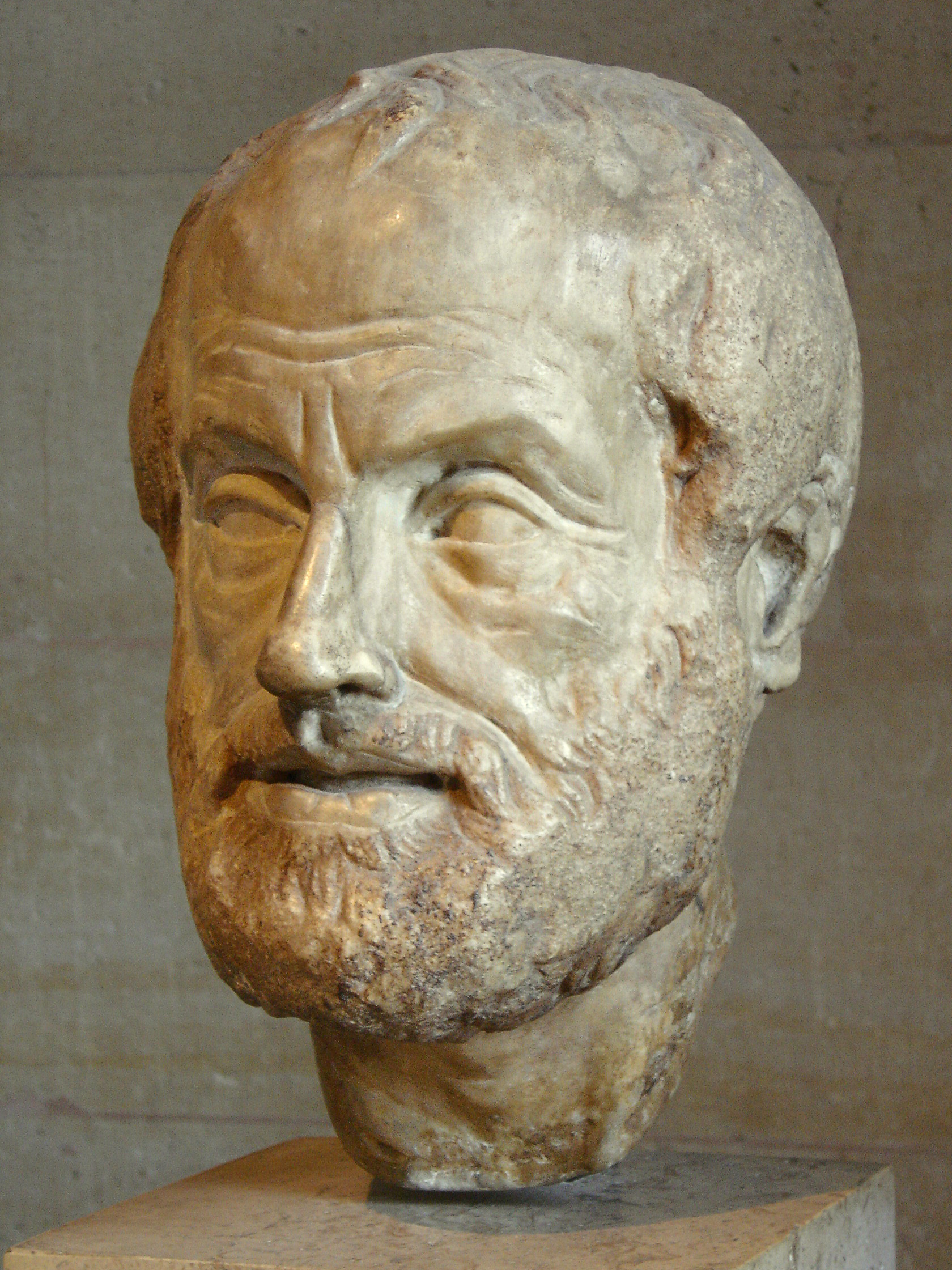
Aristote.

Socrate, par le truchement de Platon, défend la thèse de l'équivalence du beau, du bon et du bien, tous trois mêlés. L'art représentatif consiste principalement à représenter une personne belle de corps et d'esprit. Platon ne conçoit pas le beau comme quelque chose d'uniquement sensible, mais comme une idée : la beauté a un caractère surnaturel, elle est quelque chose d'intelligible, qui s'adresse à la pensée. Elle appartient à une sphère qui est supérieure à celle des sens et de l'entendement.
Il différencie néanmoins deux techniques d'imitation : la « copie » (eikastikè) telle la peinture ou la poésie, et « l'illusion » (phantastikè) telles les œuvres architecturales monumentales. Si Platon est favorable au beau, il est réticent par rapport à l'art, en particulier à la poésie et à la peinture. Son œuvre passe néanmoins pour la première codification idéologique et politique de l'art.

#### Aristote
Aristote n'a traité ni du beau ni de l'art en général. Sa Poétique est un fragment sur l'art dramatique, ne comprenant que les règles de la tragédie. Son point de vue est en outre plus expérimental que théorique. Il déduit des règles à partir des chefs-d'œuvre du théâtre grec. Il développe néanmoins une théorie générale de l'imitation, qui peut s'appliquer à des arts divers : « L'épopée, la poésie tragique, la comédie, la poésie dithyrambique, le jeu de la flûte, le jeu de la cithare, sont toutes, de manière générale, des imitations » (ch. 1). Pour Aristote, les arts se différencient par les objets qu'ils imitent et par les moyens artistiques utilisés pour réaliser cette imitation. L'art imite la nature ou bien achève des choses que la nature est incapable de réaliser. La pensée d'Aristote devient ainsi une base pour les « théories de l'art » ultérieures (au sens moderne), par sa dialectique de la connaissance et par son évaluation du rôle de la nature et de l'apparence dans la beauté artistique. Il met en place les concepts de l'imitation (mimèsis introduite par Platon), de l'émotion, du plaisir du spectateur (katharsis), les figures de style ou encore le rôle de l'œuvre d'art. Ces théories seront aussi bien reprises, pour l'esthétique classique, par Boileau (XVIIe siècle)  que dans le cas de l'esthétique marxiste.

#### Néoplatonisme

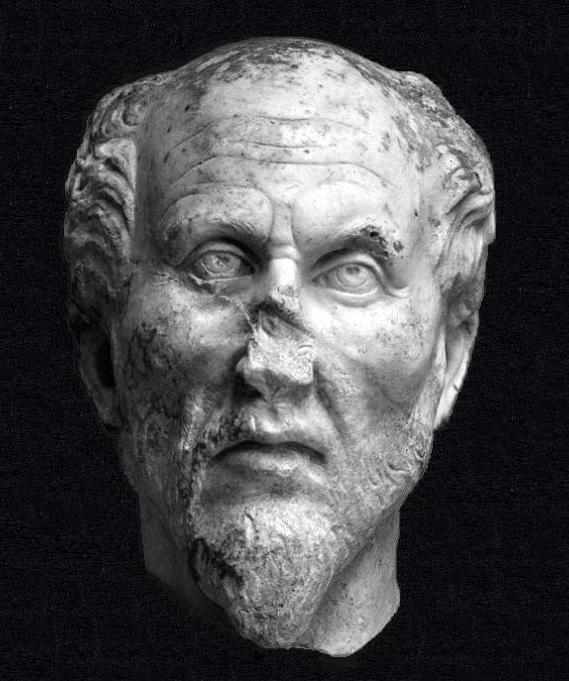
Plotin

Dans l'Antiquité tardive, la théorie du beau est particulièrement systématisée autour des concepts néoplatoniciens de Plotin (204-270). Dans les Énnéades, celui-ci reprend et dépasse les distinctions de Platon. L'essence du Beau réside dans l'intelligible et plus précisément dans l'idée. Ensuite la beauté s'identifie à « l'Unité », dont dépendent tous les êtres. Le beau est ainsi de nature spirituelle (relié à l'âme) et sa contemplation est un guide pour approcher l'Intelligible. Semblablement, la beauté réside dans la forme de l'œuvre, et non dans sa matière. Ainsi pour Plotin, l'art véritable ne copie pas simplement la nature, mais cherche plutôt à s'élever. Plotin fonde ainsi l'esthétique d'œuvres symbolistes et peu réalistes, dont les exemples sont les icônes byzantines ou les peintures et sculptures de l'art roman. L'esthétique romaine reprend les concepts de la Grèce, telles les réflexions sur la relation entre nature et beauté, dans l'Art poétique de Horace, par exemple, ou dans les théories de Sénèque sur le beau.

### Moyen Âge

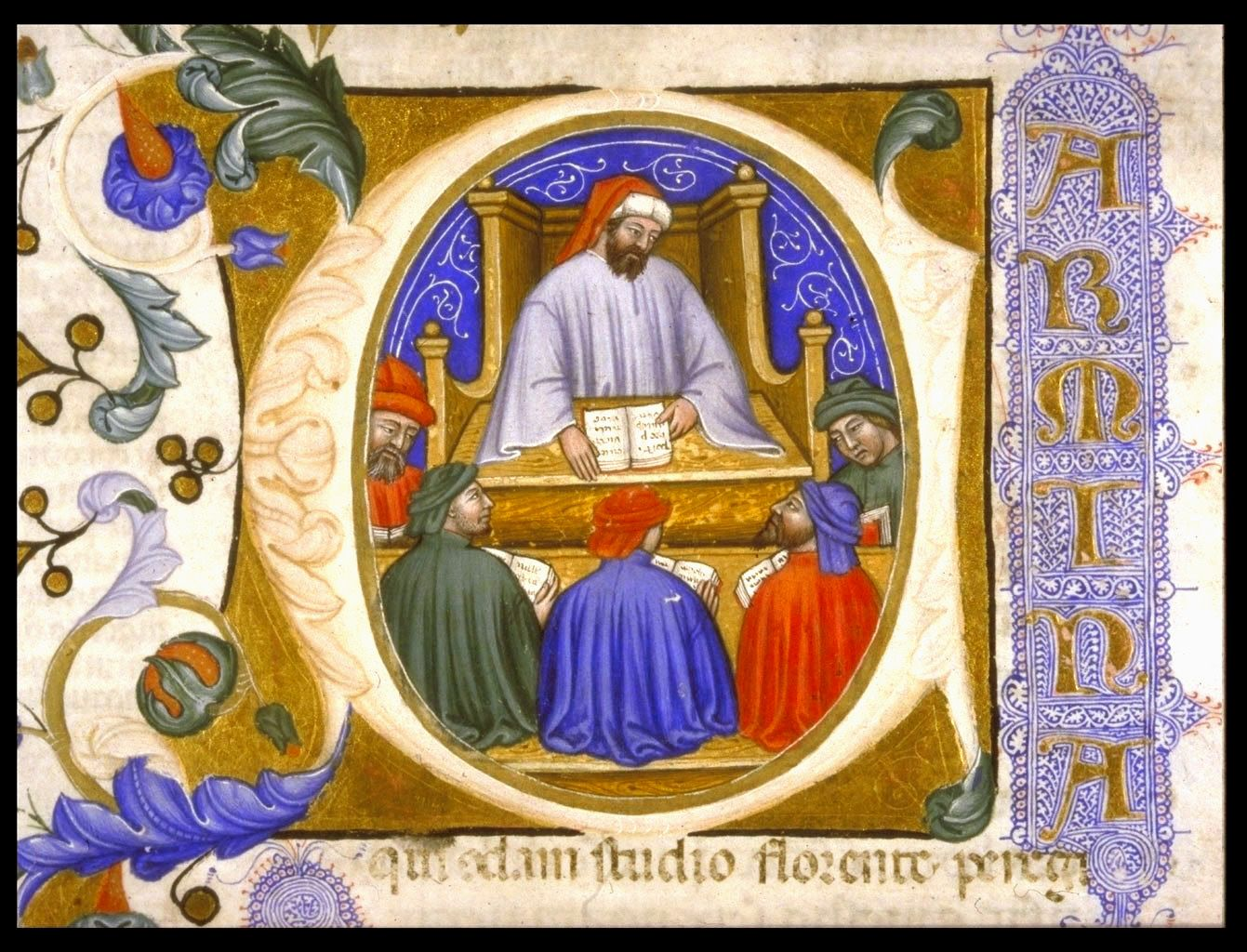
Boèce enseignant, manuscrit de la Consolation de la philosophie, 1385.

L’esthétique du Moyen Âge reprend les principes du néoplatonisme en les rattachant au modèle théologique du christianisme. On considère alors que dans la création artistique se distille une dignité créatrice, comparable à la création divine. L'art est un moyen de transcendance vers l'intelligible. Au symbolisme de Plotin est ajouté l'allégorisme, qui n'est plus considéré comme simple figure de style (rhétorique), mais comme un moyen privilégié de correspondance avec les idées. Du fait de son caractère hautement symbolique, l'esthétique médiévale se prête difficilement au clivage moderne entre abstraction et figuration. En effet, un même symbole peut être indifféremment représenté à l'aide d'une figure géométrique ou humaine. Par exemple, on trouve des représentations de la Trinité aussi bien sous forme de trois sphères, trois cercles, un triangle ou trois personnes humaines au visage identique. À l'époque romane, l'art sacré est l'objet d'une opposition entre partisans d'une esthétique du dépouillement en accord avec les idéaux contemplatifs (Saint Bernard et les Cisterciens, les Chartreux) et partisans d'une esthétique plus ornementale dont Cluny est le fruit et dont Suger semble l'émule. Suger n'est pas seulement le « créateur de l'art gothique », il développe une esthétique de la lumière en rapport étroit avec la liturgie. L'église est considérée comme une préfiguration de la Jérusalem céleste, la cité promise aux élus. Aucun des éléments architecturaux, liturgiques, décoratifs ou iconographiques n'est gratuit. Tout est là pour manifester et célébrer la gloire divine dont la lumière est le meilleur symbole.
En musique Hildegard von Bingen conçoit la musique comme une réminiscence du paradis. Là aussi, l'esthétique y est inséparable de la métaphysique et de la spiritualité. La musique est d'essence trinitaire, ses lois dérivent du Verbe ainsi que leurs propriétés mathématiques : intervalles, modes, rythmes, etc.. D'une manière générale, les spéculations pythagoriciennes sur les nombres jouent un grand rôle non seulement pour mesurer les rythmes musicaux, mais aussi et surtout pour définir les proportions architecturales. Philosophes : Pseudo-Denys l'Aréopagite, Augustin d'Hippone, Boèce, Thomas d’Aquin.

#### Théorie Byzantine de l'Image
Au questionnement et à l'interrogation sur le statut des Images religieuses (les icônes), païennes (les idoles) et commerciales (les pièces de monnaie, les jarres) menés par le Christianisme lors de la querelle des images ou crise iconoclaste des VIIe et VIIIe siècles, s'ajoutent en réponse à la question du Beau, le statut de l'icône. En outre, la question du beau est également approfondie par les grands esprits de l'orthodoxie, en établissant une distinction entre l'image et la peinture, entre l'image et la vérité qu'elle porte (qu'est ce qu'une image vraie ou fausse), ou entre l'image et le Logos (verbe, mot). Enfin, cette querelle catalysera également l'émergence de la notion d'empreinte, et permettra d'aiguiser les réflexions reposant sur la relation de l'image, des signes ou encore des hiéroglyphes à la présence.
Développée en particulier par des philosophes et des théologiens néoplatoniciens et aristotéliciens grecs : Jean Damascène et Pseudo-Denys l'aréopagite, la théorie de l'image byzantine construit donc l'image comme un langage de signes et de codes,.

### Renaissance
L'Esthétique de la Renaissance est conforme à l'interprétation de l'époque qui relègue le Moyen Âge du côté des temps obscurs et se tourne vers l'antiquité gréco-romaine. Les historiens et humanistes louent le mouvement artistique qui, depuis Giotto a su ramener l'art à la ressemblance de la nature. Alberti attribue à Brunelleschi, Donatello et Ghiberti la renaissance des arts plastiques et Vasari divise en trois périodes les progrès qui mènent de l'imitation des anciens à l'imitation de la nature. Si l'antiquité n'a jamais été totalement oubliée, les humanistes tentent d'en retrouver l'authenticité : les traductions latines sont abandonnées au profit des textes grecs originaux, les premières fouilles archéologiques sont organisées, les premiers musées apparaissent.
La redécouverte de Platon par Gémiste Pléthon et Marsile Ficin n'est pas sans conséquence sur la conception des arts et de l'architecture. Dans le Compendium in Timaeum, Ficin élabore la norme du pythagorisme et du platonisme esthétiques : la participation du sensible au règne des formes pures se fait par l'intermédiaire des figures géométriques et des proportions. La réalité physique étant d'essence mathématique, le but de l'esthétique est de définir les lois mathématiques de la beauté (spéculations sur le nombre d'or, volumes pythagoriciens, triangle d'harmonie musicale, etc.). Alberti sera le maître d'œuvre de ce programme. Dans le De re aedificatoria, il s'inspire du Timée pour établir les principes de la construction. Dans le De pictura, il aborde les notions de perspective légitime qui fait de la peinture le prolongement de la réalité et de beauté picturale dans la juste composition par le dessin des contours (ligne de circonscription) qui conditionne l'ordre de la couleur et de la lumière (clair-obscur). Si dans ses Carnets, Léonard de Vinci conçoit lui aussi la peinture comme l'imitation de la nature, cette mimèsis passe par une analyse conceptuelle complexe des dix attributs de la vue suivie d'une synthèse picturale et plastique d'éléments aussi divers que l'étude des proportions et attitudes humaines, du mouvement et du repos, de la forme et de la position, de la matière et des couleurs, de la perspective linéaire ou atmosphérique, de la distribution de l'ombre et de la lumière dont les lois de l'optique et les mathématiques sont les instruments d'étude privilégiés. Dans son traité d'architecture inspiré de Vitruve, Serlio défend des idéaux de régularité et de symétrie qui préfigurent l'esthétique classique.
Toutefois, en appliquant les théories et la perspective d'Alberti ou les mathématiques de Manetti et Pacioli pour créer un espace illusionniste rationnellement construit, les artistes de la renaissance ont conscience d'innover et de mettre au point des techniques artistiques qui n'existaient pas dans l'antiquité.
Le rôle de l'image est remis en question par des théologiens réformateurs qui lisent une contradiction entre le plaisir esthétique et l'ordre divin, le catholique Jérôme Savonarole à Florence qui organise la destruction des miroirs et des peintures par le bûcher des vanités, le protestant Luther qui interdit les images dans les temples et Jean Calvin qui y adjoint la chromoclastie, la destruction des couleurs. En réponse le rôle de l'image comme littérature et discours est affirmé par le Concile de Trente et l'église catholique.

### XVIIe–XVIIIesiècles

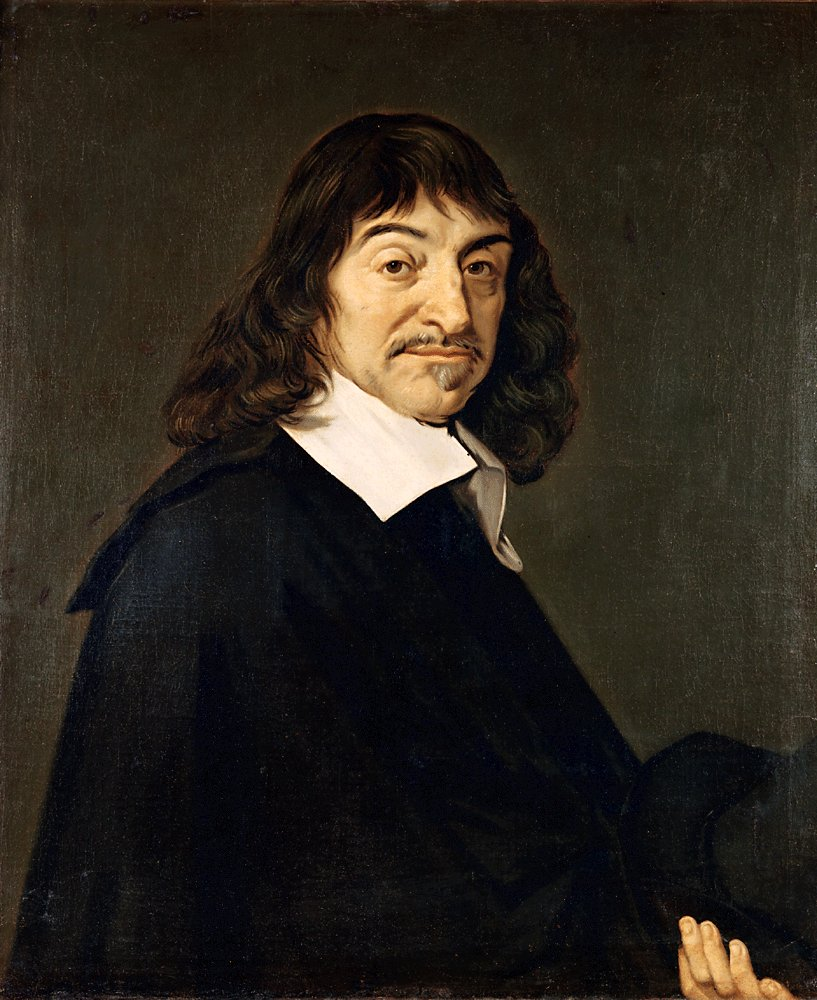
René Descartes.

L'esthétique classique, inspirée par le Banquet de Platon et trouvant une de ses expressions les plus accomplies dans l'Art poétique de Boileau, ne concevait qu'une seule valeur esthétique, le beau, et son négatif, le laid. Le beau était conçu en termes d'harmonie, de symétrie, d'ordre et de mesure. L'esthétique empiriste ajoutera une seconde valeur esthétique positive, le sublime. Le sublime est une valeur caractérisée par la dysharmonie, la dissonance, la démesure, le désordre, la dissymétrie. Là où le beau produisait le sentiment de la sérénité dans l'âme, le sublime produit des sentiments telles la terreur et la passion violente (sans pour autant verser dans l'horreur). Le sublime trouvera son application artistique la plus absolue dans le romantisme, qui exaltera la passion et la démesure dans l'âme humaine (le génie artistique, l'amour passionné, le moi solitaire ou encore la révolution politique). Pour l'esthétique classique, le beau était un concept. On peut parler à ce propos d'« art intellectuel » ou d'« intellectualisme esthétique ». Par exemple, dans l'Antiquité, la musique était mise parmi les quatre sciences du quadrivium. Elle était une science de l'harmonie et de la mesure, ainsi que saint Augustin la décrit dans son Traité de la musique. Pour Descartes, les questions qui préoccupent le cartésianisme sont étrangères au beau et à l'art; dans cette école, quelques esprits se sont contentés de reproduire les traditions de l'antiquité, en particulier les idées de Platon et de saint Augustin (par exemple les traités sur le Beau de Crouzaz ou du Père André).
Au contraire, l'esthétique empiriste conçoit le beau et le sublime comme des sentiments intérieurs. Ce sont des représentations que se fait l'âme lors de l'expérience esthétique. Le beau renvoie à un sentiment de plaisir et de calme, tandis que le sublime renvoie à un sentiment de plaisir mêlé de douleur, ou à une alternance contradictoire de sentiments. Le goût n'est plus alors une notion intellectuelle, mais concerne l'impression sensible et le sentiment, définis par les empiristes comme les idées de l'esprit les plus vraies et les plus vives. Le livre Recherche philosophique sur l'origine de nos idées du sublime et du beau (1757) du philosophe irlandais Burke (1729-1797) peut être considéré comme le manifeste empiriste de la philosophie esthétique. On peut y ajouter les Essais esthétiques de Hume ainsi que les écrits de Shaftsesbury et Hutcheson. En France, Diderot et les Encyclopédistes reprennent des idées similaires. Charles Batteux commente Aristote et réduit tous les arts au principe de l'imitation de la belle nature. L'Abbé Jean-Baptiste Dubos et Voltaire contribuent à la caractérisation de l'esthétique en tant que critique littéraire. En Allemagne, les disciples de Wolff et de Leibniz fondent la nouvelle science de l'esthétique. Baumgarten est suivi par Mendelssohn, Sulzer et Eberhard.

### XVIIIe–XIXesiècles

#### Kant

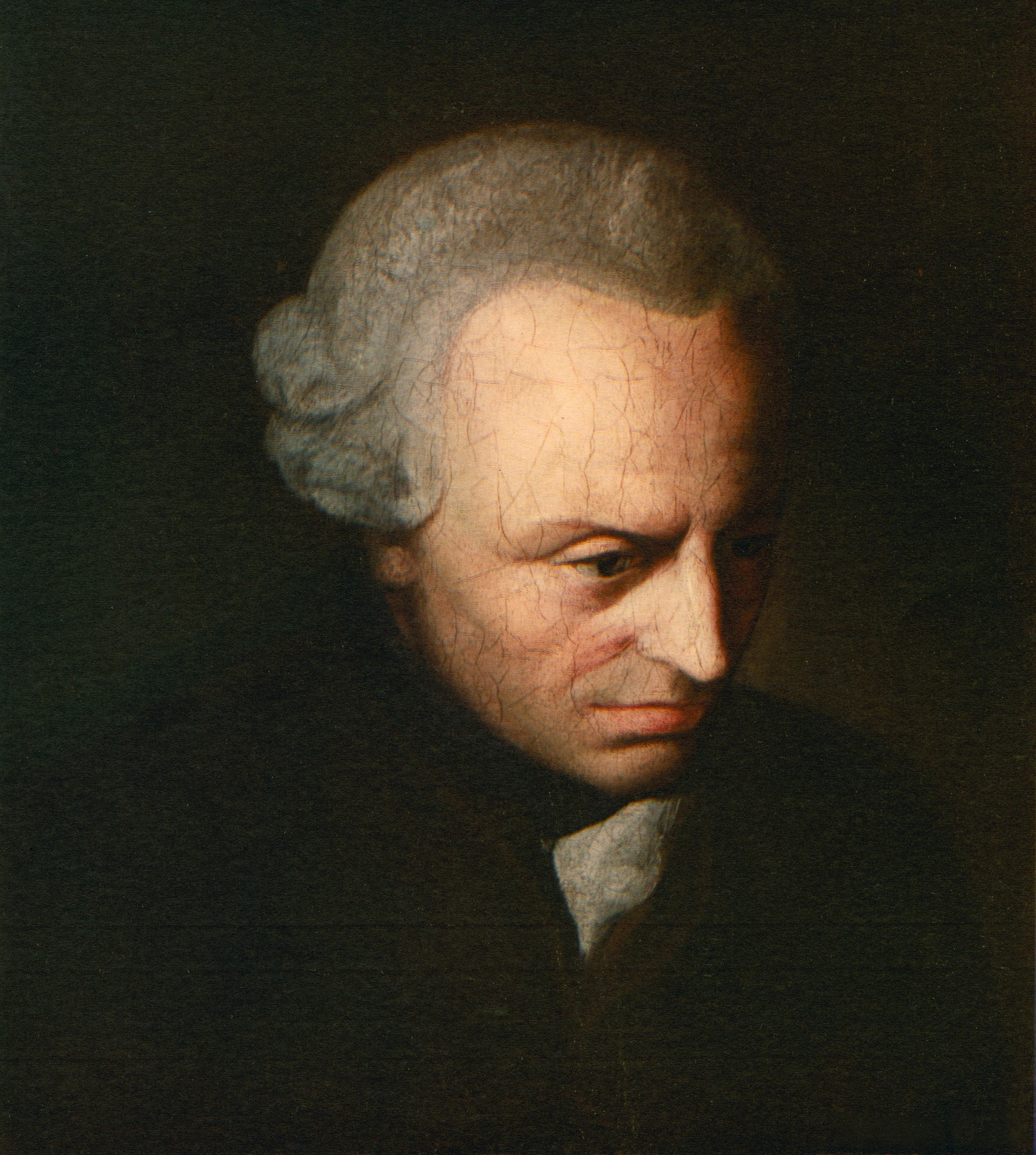
Emmanuel Kant (1724-1804).

Kant passe pour avoir donné à l'esthétique son autonomie comme domaine propre à l'art, mais en réalité l'autonomie concerne seulement le « sujet esthétique » et elle est en rapport avec la connaissance et la morale. L'esthétique transcendantale dans la Critique de la raison pure (1781) désigne la science de l'intuition, des concepts a priori de l'espace et du temps du point de vue de la connaissance. L'esthétique est la science du « sensible » par opposition à la logique, qui est la science de « l'intelligible ». Kant remarque que seuls les Allemands utilisent le terme esthétique au sens de critique du goût dont il n'est pas question pour lui. Dans la Critique de la faculté de juger (1790), Kant analyse la question du jugement du goût en rapport au beau et au sublime, mais également la question de la téléologie dans la nature. Il distingue la faculté de juger comme une faculté indépendante de l'entendement ou de la raison et intègre alors l'esthétique au sens de théorie du goût, du beau et de l'art dans le domaine de la philosophie transcendantale.
S'interrogeant sur la nature du sentiment esthétique, Kant observe que pour la perception de l'agréable, chaque personne reconnaît que ce sentiment n'a de valeur que pour sa propre personne, et qu'il n'est pas possible de contester le plaisir ressenti par l'autre : « quand je dis que le vin des Canaries est agréable, je souffre volontiers qu'on me reprenne et qu'on me rappelle que je dois dire seulement qu'il est agréable à moi. » Par cela, il en vient à penser que « chacun a son goût particulier ». Le cas de la beauté serait pourtant différent, puisque s'il juge une chose comme belle : « j'attribue aux autres la même satisfaction » et « je ne juge pas seulement pour moi, mais pour tout le monde, et je parle de la beauté comme si c'était une qualité des choses (…) ». Il démontre ainsi que le beau n'est pas l'agréable. Le jugement du beau ne s'effectue pas d'après un goût personnel : « On ne peut donc pas dire ici que chacun a son goût particulier ».

#### Hegel

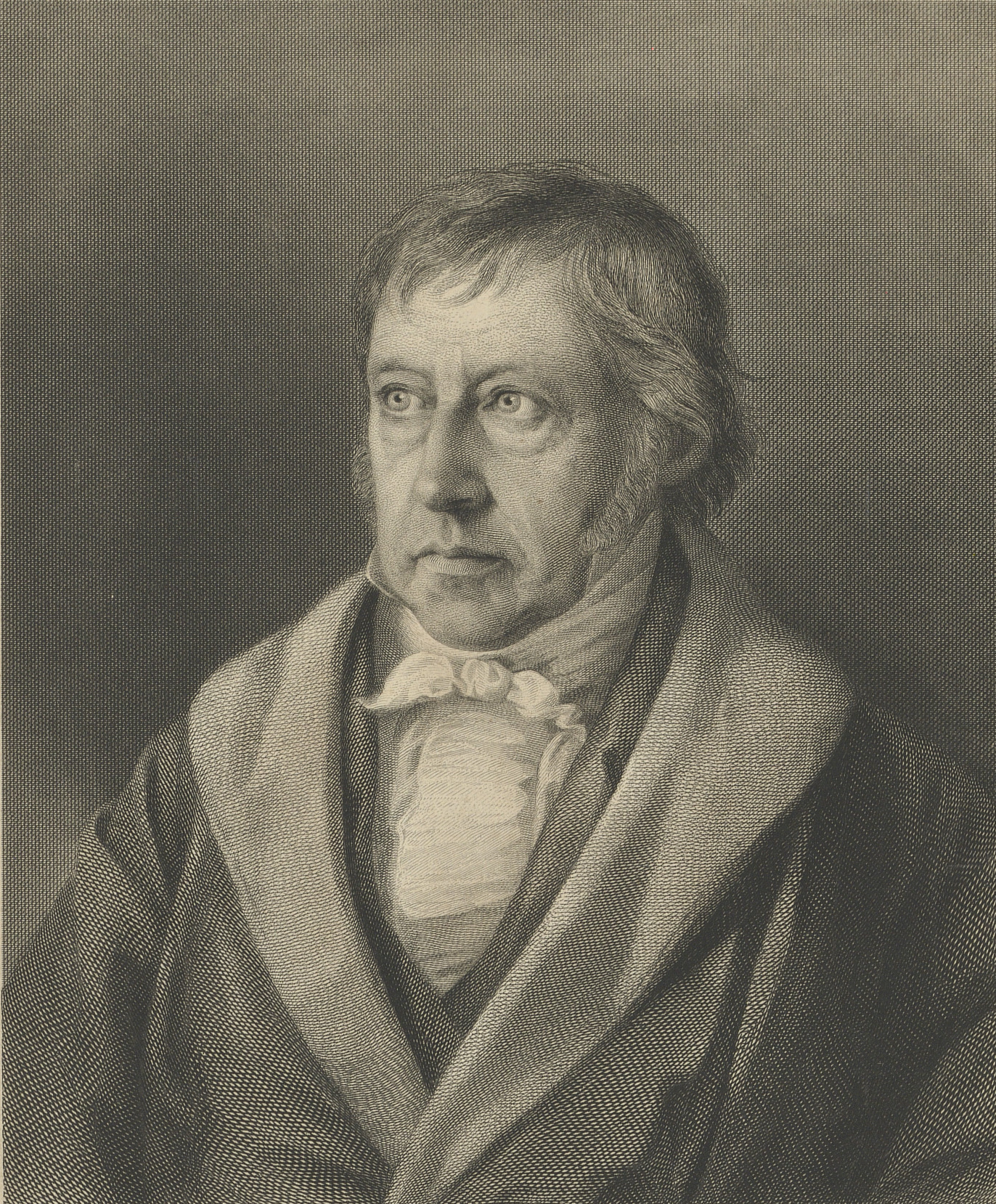
Hegel.

Dans le système philosophique de Hegel, l'esthétique est définie comme une philosophie de l'art, et le but de l'art est d'exprimer la vérité. Le beau est l’Idée sous une forme sensible, c’est l’Absolu donné à l’intuition. L’art est une objectivation de la conscience par laquelle elle se manifeste à elle-même. Il constitue donc un moment important de son histoire. La réflexion sur l’art est liée à la fin de l’art, au sens où cette fin est un dépassement de l’élément sensible vers la pensée pure et libre. Ce dépassement s'effectue dans la religion et la philosophie. Pour Hegel la plus mauvaise des productions de l'homme sera toujours supérieure au plus beau des paysages, car l'œuvre d'art est le moyen privilégié par lequel l'esprit humain se réalise.
Pour Hegel, l'histoire de l’art se divise en trois, suivant la forme et le contenu de l’art :
- art symbolique, oriental, sublime, où la forme excède le contenu ;
- art classique, grec, beau, qui est l’équilibre de la forme et du contenu ;
- art romantique, chrétien, vrai, où le contenu se retire de la forme.

Hegel développe également un système des beaux-arts, qui se divise en cinq arts principaux suivant l'espace (architecture, sculpture, peinture) et le temps (musique, poésie).

#### En France (XIXesiècle)

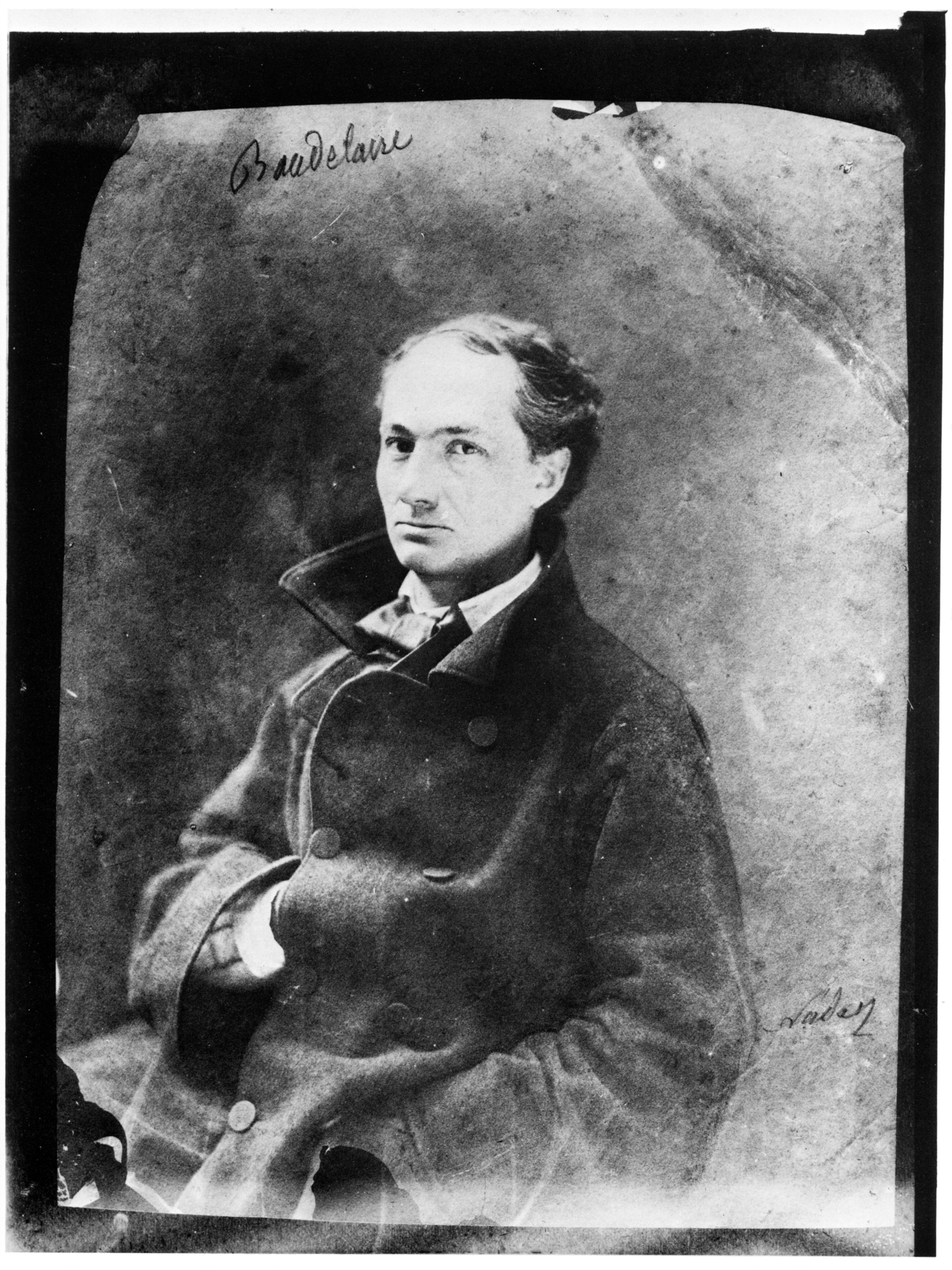
Baudelaire par Nadar (1855).

Le terme esthétique, qui est absent de l'Encyclopédie de Diderot, trouve sa première occurrence en français en 1743. Mais il ne s'implante en France que vers 1850, lorsque les grands textes de Kant, de Hegel et de Schelling sont traduits ou transposés par Jules Barni et Charles Magloire Bénard. Bénard remarque, en 1845, que l'esthétique est cultivée avec ardeur en Allemagne, mais qu'elle n'est pas connue en France. Le retard tient à des enjeux nationaux. La science de l'esthétique est perçue comme allemande et ne trouve une reconnaissance philosophique que tardivement. De nombreux ouvrages sont publiés, certes, tout au long du XIXe siècle, qui relèvent de l'esthétique comme science du beau. L'esthétique fait également l'objet d'enseignement chez les disciples de Victor Cousin comme Théodore Simon Jouffroy ou Charles Lévêque (1861) dans une optique platonicienne et spiritualiste. Mais la première chaire universitaire consacrée à l'enseignement de l'esthétique est créée à la Sorbonne pour Victor Basch en 1921 seulement.
L'esthétique se développe également hors de l'institution philosophique dans le domaine de la critique d'art. En 1856, Charles Baudelaire intitule Bric-à-brac esthétique son étude consacrée aux Salons de 1845 et 1846. Il lui donnera son titre définitif de Curiosités esthétiques en 1868. Dans son article sur l'Exposition universelle de 1855, il critique les « professeurs d'esthétique », les « doctrinaires du beau » enfermés dans leur système et qui ne savent saisir les correspondances. Il théorise l'avènement de la modernité dans son article capital Le Peintre de la vie moderne (1863).

#### En Allemagne (XIXesiècle)

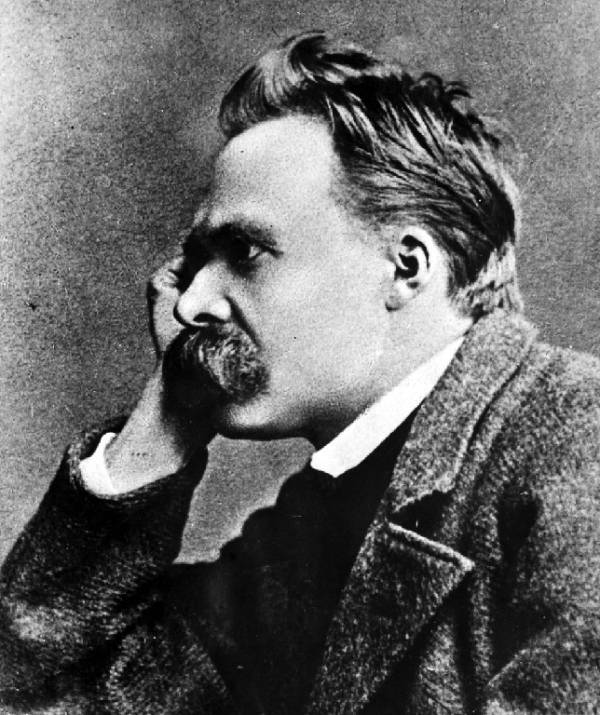
Nietzsche.

Au XIXe siècle se formalise la Kunstwissenschaft ou « science de l'art », autour d'une approche historique de l'art, dite historicisme (autour des principes d'individualité et d'évolution), notamment à travers les travaux de l'historien Jacob Burckhardt. L'ambition est celle d'une étude scientifique, éloignée de l'idéalisme philosophique et de la critique littéraire. La « science de l'art » n'est pas clairement distinguée de l'histoire de l'art. L'émergence de ce mouvement est influencée par les écrits de Winckelmann (1717-1768), qui détermina l'art par une approche historique, et assimila l'histoire de l'art à l'histoire de la civilisation. Les Leçons d'esthétique de Hegel justifiaient de même l'importance de l'abord historique, ainsi que la systématisation du savoir.
Arthur Schopenhauer (1788-1860) est directement influencé par Kant, mais il renoue avec les pensées de Platon et de Plotin. Pour Schopenhauer, l’art est une connaissance directe des Idées (au-delà de la raison), qui elles-mêmes renvoient à un aspect ultime : la volonté. Il présente aussi l'archétype du génie, capable de surmonter la subjectivité humaine et d’accéder à la connaissance ultime (et la révéler aux hommes). Il met en place une classification des arts, qui renvoie au platonisme (ou à la pensée médiévale). Il influence profondément les drames et les écrits théoriques de Richard Wagner.

#### Nietzsche
Friedrich Nietzsche se donne ainsi comme objectif de renverser le platonisme. Si Platon posait que la vérité était intelligible (et donc suprasensible) et le réel comme une illusion et une erreur, Nietzsche soutient qu'il s'agit là d'une preuve du nihilisme et de l'hostilité que Platon avait envers la vie concrète, réelle.
Nietzsche s’oppose au pessimisme de Schopenhauer, avec une attitude esthétique, le dionysiaque, qu'il oppose à l'apollinien. Inversant la hiérarchie platonique, le sensible devient une réalité fondamentale : « l’art a plus de valeur que la vérité ». Critiquant le principe des valeurs objectives comme fruit de la décadence, Nietzsche place l'artiste en créateur de ses propres valeurs singulières, proposées aux autres hommes, pour stimuler leur « volonté de puissance », c'est-à-dire leur force de vie et de joie. « L’art est le grand stimulant ». Selon Nietzsche la fonction de l'art n'est pas de créer des œuvres d'art, mais « d'embellir la vie ». « L’essentiel, en art, est la célébration, bénédiction, la divinisation de l'existence ».

### Esthétique contemporaine (XXeetXXIesiècles)

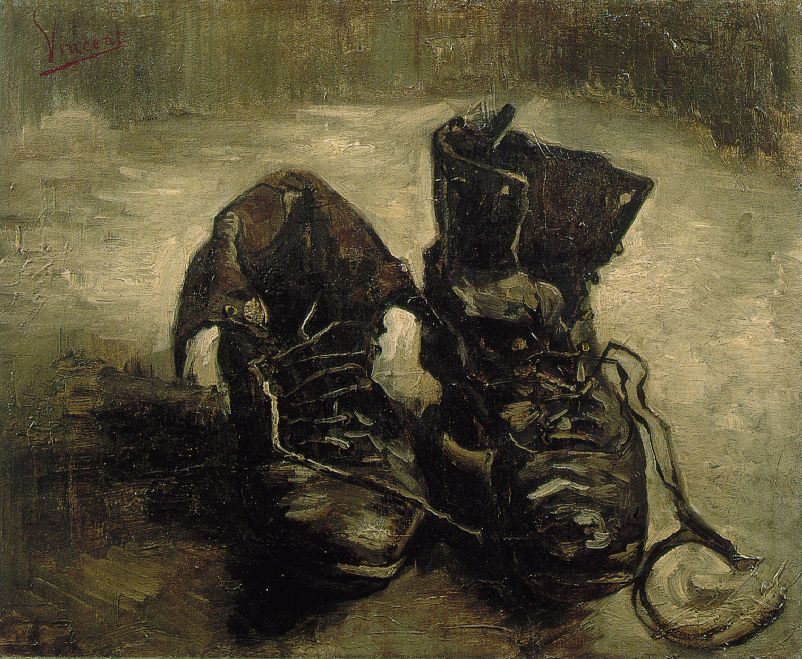
Une paire de chaussures de Van Gogh, objet du commentaire de Heidegger dans le texte sur l'origine de l'œuvre d'art (1935).

Apparus au XXe siècle, ce sont les principaux mouvements de l'esthétique contemporaine. Ils s'inscrivent notamment dans le contexte des préoccupations autour du langage (question centrale de la philosophie du XXe siècle) en relation avec l'émergence de sciences nouvelles (linguistique, neurosciences).

#### Phénoménologie
Heidegger définit l'esthétique comme « la science du comportement sensible et affectif de l'homme et ce qui le détermine. » C’est après 1933, dans les conférences sur « L’origine de l’œuvre d’art », ses études de la poésie de Hölderlin et la peinture de Van Gogh, que Heidegger aborde la question de l'art. Il déplace toute la question ontologique (« Qu'est-ce l'être ? ») sur les arts. Dans son approche phénoménologique, il désigne l’œuvre d’art comme une mise en œuvre d’un dévoilement (alètheia) de l’Être de l’étant. S'opposant ainsi au courant objectiviste (qui établit la vérité par un rapport à l'idée de réalité), Heidegger définit l'art comme le moyen privilégié d’une « mise en œuvre de la vérité » par l'esprit :

« Ce n’est que par l’œuvre d’art, en tant que l’être qui est (das seiende Sein), que tout ce qui apparaît par ailleurs et se trouve déjà là est confirmé et accessible, élucidable et compréhensible, en tant qu’étant ou au contraire en tant que non-étant. C’est parce que l’art (Kunst), en un sens insigne, porte l’être à se tenir dans l’œuvre et à y apparaître en tant qu’étant, qu’il peut valoir comme le pouvoir-mettre-en-œuvre tout court, comme la technè. »

— Heidegger
Cette approche est ultérieurement développée par des philosophes comme Jean-Paul Sartre, Maurice Merleau-Ponty, Mikel Dufrenne, Jean-François Lyotard.

#### École de Francfort

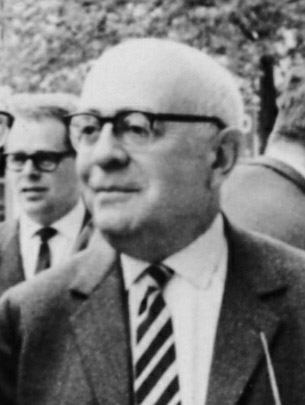
Adorno est mort en laissant inachevée sa Théorie esthétique (1970).

Les philosophes de l’École de Francfort sont fortement marqués par une pensée matérialiste, inspirée du marxisme et de l'étude des crises du XXe siècle. Leur esthétique se fonde sur une analyse critique des sciences sociales, et une étude de la culture de masse. Pour Theodor W. Adorno (1903-1969), notamment dans sa Théorie esthétique (1970), l’art demeure un espace de liberté, de contestation et de créativité dans un monde technocratique. L’art a un rôle critique vis-à-vis de la société, et reste un lieu d’utopie, pour autant qu’il rejette son propre passé (conservatisme, dogmatisme, sérialisme). Adorno s'opposera également aux facilités de la culture de masse (industrie culturelle), condamnant au passage le jazz.
Benjamin parmi ses sujets d’études disparates, élabore notamment le concept d’aura de l’œuvre d’art, qu’il étend ultérieurement à l’étude de la photographie et du cinéma, et à la reproductibilité technique des œuvres d'art. L'aura deviendra un concept important pour la critique de l'art contemporain (ready-made, Warhol). La contribution de Benjamin à l'esthétique du vingtième siècle permet de mieux comprendre l'originalité des œuvres d'art en contexte postindustriel et de maintenir ouvert le débat quant à leur légitimité et leur valeur artistique.

#### «Postmodernisme» français

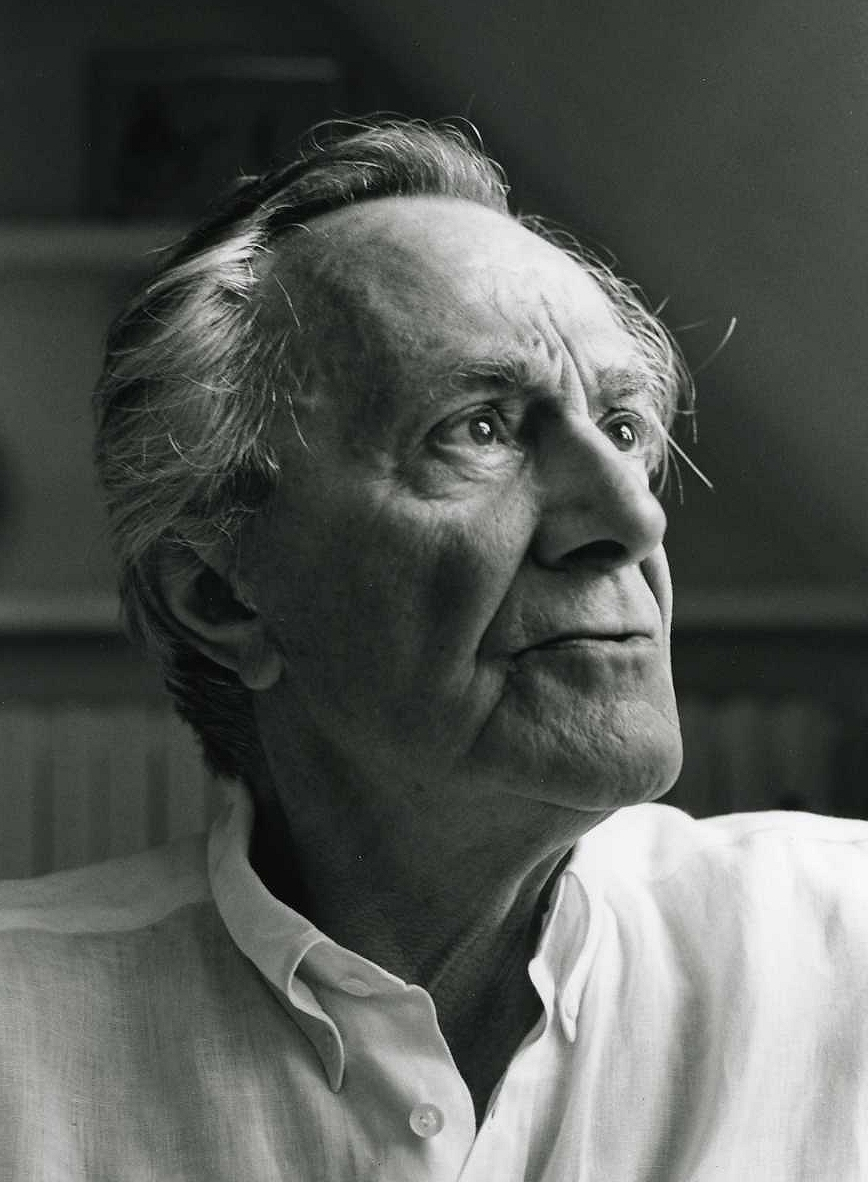
Jean-François Lyotard.

Entre les années 1960 et 1980, plusieurs philosophes français impulsent de nouvelles approches de l'esthétique. Leurs théories disparates ont une forte influence aux États-Unis sur la critique littéraire et artistique, où elles sont désignées comme « French Theory ». Ces auteurs, rattachés parfois à une philosophie postmoderne ou post-structuraliste, poursuivent une critique du sujet, de la représentation et de la continuité historique, sous l'influence notamment de Freud, Nietzsche et Heidegger.
Voir notamment : Jean-François Lyotard, Gilles Deleuze (plan de composition, figure esthétique, percepts et affects), Jacques Derrida (déconstruction et dissémination), Michel Foucault (esthétique de soi et sexualité), Jean Baudrillard (objets et séduction).

#### Esthétique analytique

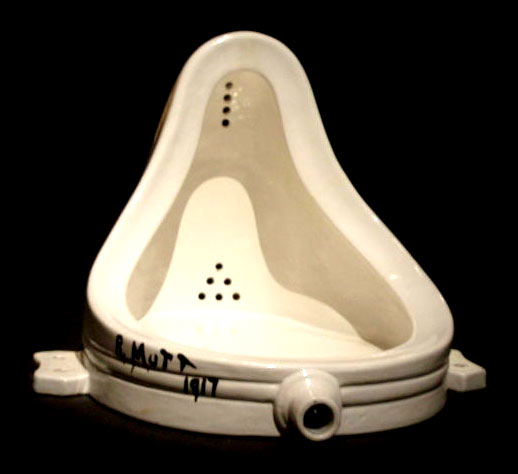
Fontaine, de Marcel Duchamp (1917). Musée national d'Art moderne. 3e réplique, réalisée sous la direction de l'artiste en 1964.

Apparue dans les années 1950, l’esthétique analytique est le courant de pensée dominant dans le monde anglo-saxon. Issue de l'empirisme et du pragmatisme, cette esthétique se fonde sur une recherche par des instruments logico-philosophiques et des analyses du langage, dans le prolongement de la philosophie analytique. Cette esthétique est constituée par un ensemble de théories homogènes, liées essentiellement à l'analyse des questions et définitions de l’art. Ces théories s'affirment indépendantes de l’esthétique « traditionnelle », tant par la restriction de ses objets (sont exclus : la question du beau, l’histoire de l'esthétique) que par la spécificité analytique de ses méthodes de recherche (se référant à la logique et non spéculatives). L'approche métaphysique suit ce courant, notamment sur la « vérité des formes ».
Dominique Chateau explique : 
« L’esthétique analytique prétend être une nouvelle version de l’esthétique, une façon de la concevoir qui la coupe de sa tradition, comme une langue inédite que l’on prétendrait substituer à la langue commune et dans laquelle elle serait difficilement traduisible. »
Les premiers travaux importants d'esthétique font suite à la publication posthume des Investigations philosophiques (1953) de Wittgenstein, autour de la théorie des jeux de langage plus à même de permettre l'analyse de termes du langage ordinaire : par exemple, le mot « art » ou la question « What is Art ? » (« Qu'est-ce que l'art ? », sans déterminant grammatical). Cette recherche est en dialogue constant avec les œuvres d'avant-garde de l'art contemporain, notamment celles de Duchamp et Warhol. Les travaux analytiques abordent notamment : l'indéfinissabilité de l'art (Weitz, « le rôle de la théorie en esthétique », 1956 ; Mandelbaum) ; l'institutionnalisation de l'art (Dickie, Art and the Aesthetic. An Institutional Analysis, 1974) ; le « monde de l'art » (Dickie, Danto) ; l'identification de l'œuvre d'art (Danto, La transfiguration du banal, 1981) ; l'expérience esthétique, l'art comme symbole (Goodman, Langages de l'art, 1968).
Cette transition de « Ceci est beau » à « Ceci est de l'Art » grâce à Duchamp va questionner la définition du mot qu'il lui aura été donné au cours des siècles. Tout étant confronté aux goûts, rien n'échappe alors à l'Esthétique, car même quelque chose que l'on trouve « laid » reste avant tout sujet à un jugement. Donc finalement la définition du mot comme synonyme de beau, de joli peut être vue comme erronée (le terme « inesthétique » ne prendrait alors de sens que lorsque l'Homme ne sera plus là pour regarder les choses).

#### Nouvelles sciences de l'art
Les objets de l'esthétique sont abordés également par certaines nouvelles disciplines des sciences humaines et sociales, enrichissant ainsi la recherche de nouvelles approches théoriques et méthodologiques.

##### Sociologie esthétique

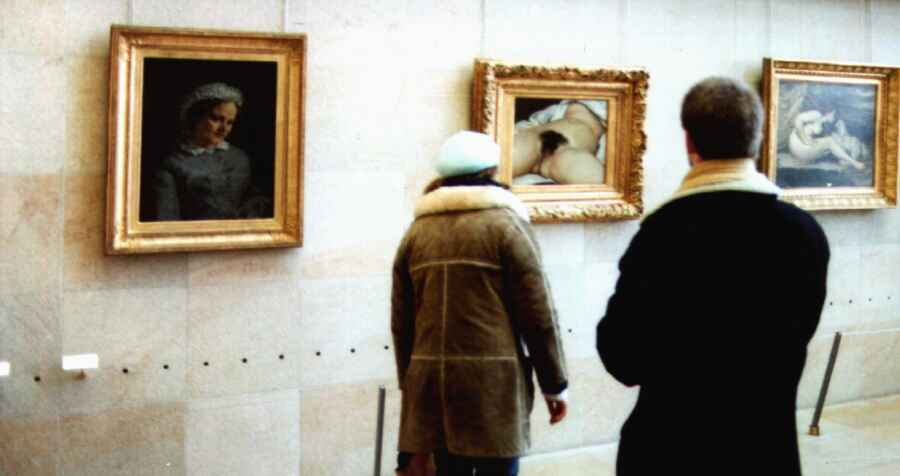
Deux spectateurs de l'art, au Musée d'Orsay.

Dans le prolongement de l'histoire culturelle du XIXe, l’histoire sociale de l’art étudie les forces collectives qui œuvrent dans l’art. S’opposant à l’idéalisme philosophique, cette sociologie est initialement influencée par la pensée marxiste (matérialisme historique) ; elle met en évidence principalement le contexte socio-économique et cherche à lier l’évolution artistique aux luttes et classes sociales. S’opposant au déterminisme marxiste se mettent ultérieurement en place des approches distinctes de l'étude des contextes sociaux de l'art, plus attentives aux mécanismes internes du « monde de l'art » : une étude de l’inscription contextuelle des œuvres dans le milieu culturel, notamment par l'histoire culturelle et l'anthropologie de l'art (Lévi-Strauss, Boas) ; une étude sociologique de l’habitus de l’art (Bourdieu) ; une sociologie de l’action et des interactions contextuelles (Becker).
Ces nouvelles approches de l'art se confrontent par exemple à l’idée commune d’une œuvre, née d’une « libre » inspiration de l’artiste, ou d’une logique esthétique intrinsèque à l'art et indépendante du milieu social. De même sont révélés des mécanismes sociaux de réception des œuvres (distinction, codes…). Néanmoins, ces sciences sociales éludent l’étude des œuvres elles-mêmes, conférant peut-être un réductionnisme « social » à l'art ; c’est le motif d’approches nouvelles abordant non plus seulement l'environnement, mais la pratique, voir l’œuvre elle-même.

##### Psychologie de l'art

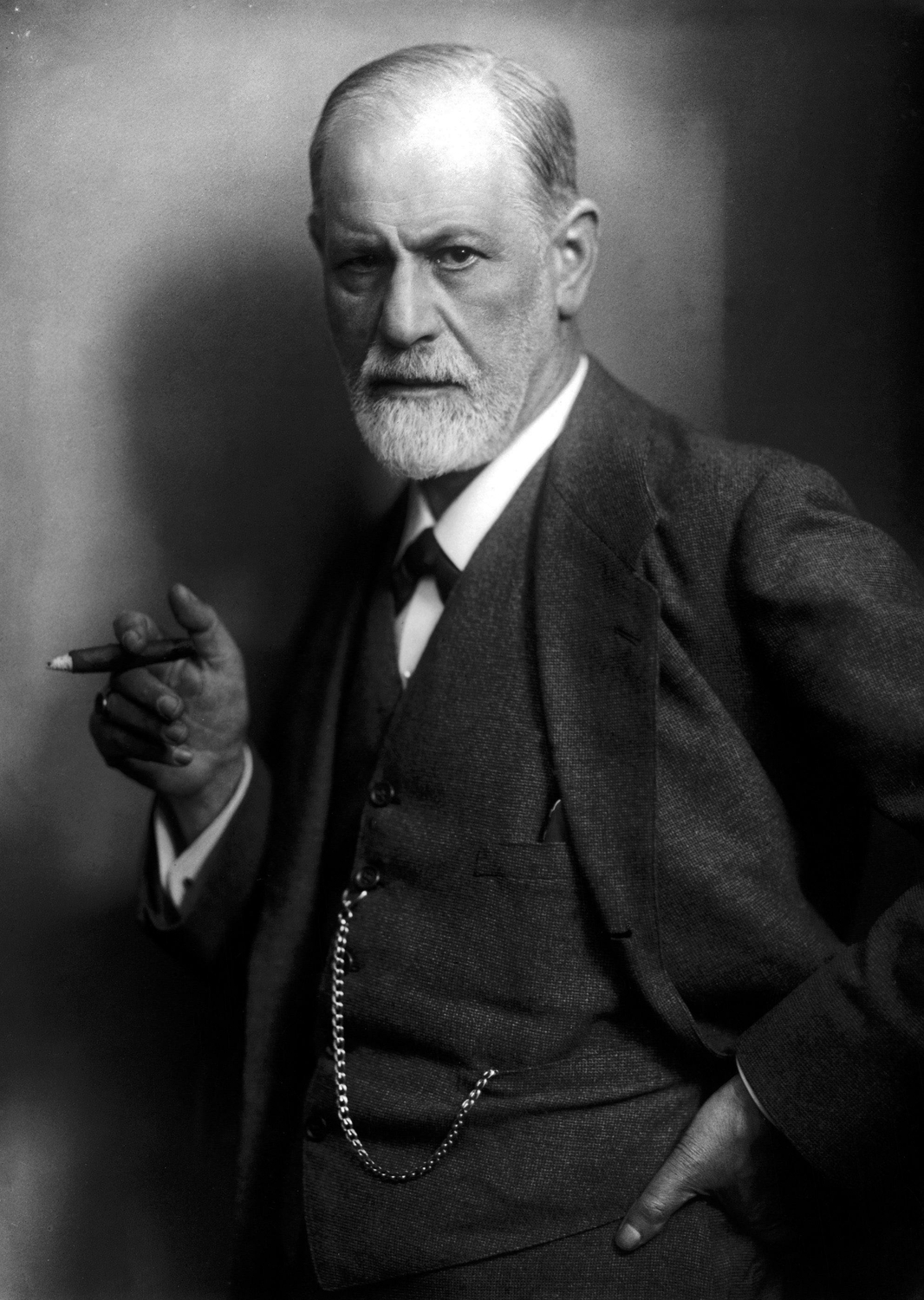
Sigmund Freud en 1911.

La psychologie de l'art vise à l'étude des états de conscience et phénomènes inconscients à l’œuvre dans la création artistique ou la réception de l’œuvre. L'analyse de la création artistique reprend l'idée d'une primauté de l'artiste lui-même dans l'interprétation de l'art ; idée développée depuis la Renaissance et le romantisme, et déjà reprises dans les approches biographiques de certains historiens de l’art du XIXe (Cf. Kunstwissenschaft). À partir de 1905, avec l’ébauche par Freud de la théorie des pulsions, l’art devient un objet de psychanalyse. Cette démarche ne vise pas à l'évaluation de la valeur de l'œuvre, mais à l’explication des processus psychiques intrinsèques à son élaboration.
« Trouver le rapport entre les impressions de l’enfance et la destinée de l’artiste d’un côté et ses œuvres comme réactions à ces stimulations d’autre part, appartient à l’objet le plus attirant de l’examen analytique » — Freud
Cette analyse se base notamment sur le concept de sublimation ; la création artistique est considérée comme la transposition d’une pulsion (désir) : la tentative pour l’artiste de surmonter son insatisfaction par la création d'un objet socialement valorisé, susceptible de satisfaire son désir. De même, par cette approche, l’art est envisagé comme symptôme : il devient alors l'outil possible d’un diagnostic clinique ou d’une thérapie (art-thérapie).
L'analyse de la réception prolonge la théorie de la Gestalt, psychologie de la forme (XXe). Cette analyse de l'art s’attache à déterminer les processus psychologiques de la réception des œuvres par le spectateur. Cette réception n’est plus alors considérée comme simple perception et découverte (du savoir de l’artiste), mais comme la reconnaissance d’un savoir propre au spectateur, à sa propre culture et son milieu social (Gombrich, Arnheim). Ces analyses psychologiques se prolongent à travers les diverses approches cognitives (psychologie cognitive, philosophie de l'esprit, etc.), et notamment les découvertes récentes en neurosciences (fonctionnement du système nerveux : cerveau, cinq sens, etc.), qui abordent par de nouvelles voies l'étude des perceptions ou les facteurs de jugement esthétique, voire les concepts de créativité ou d'imagination.

##### Sémiologie de l'art

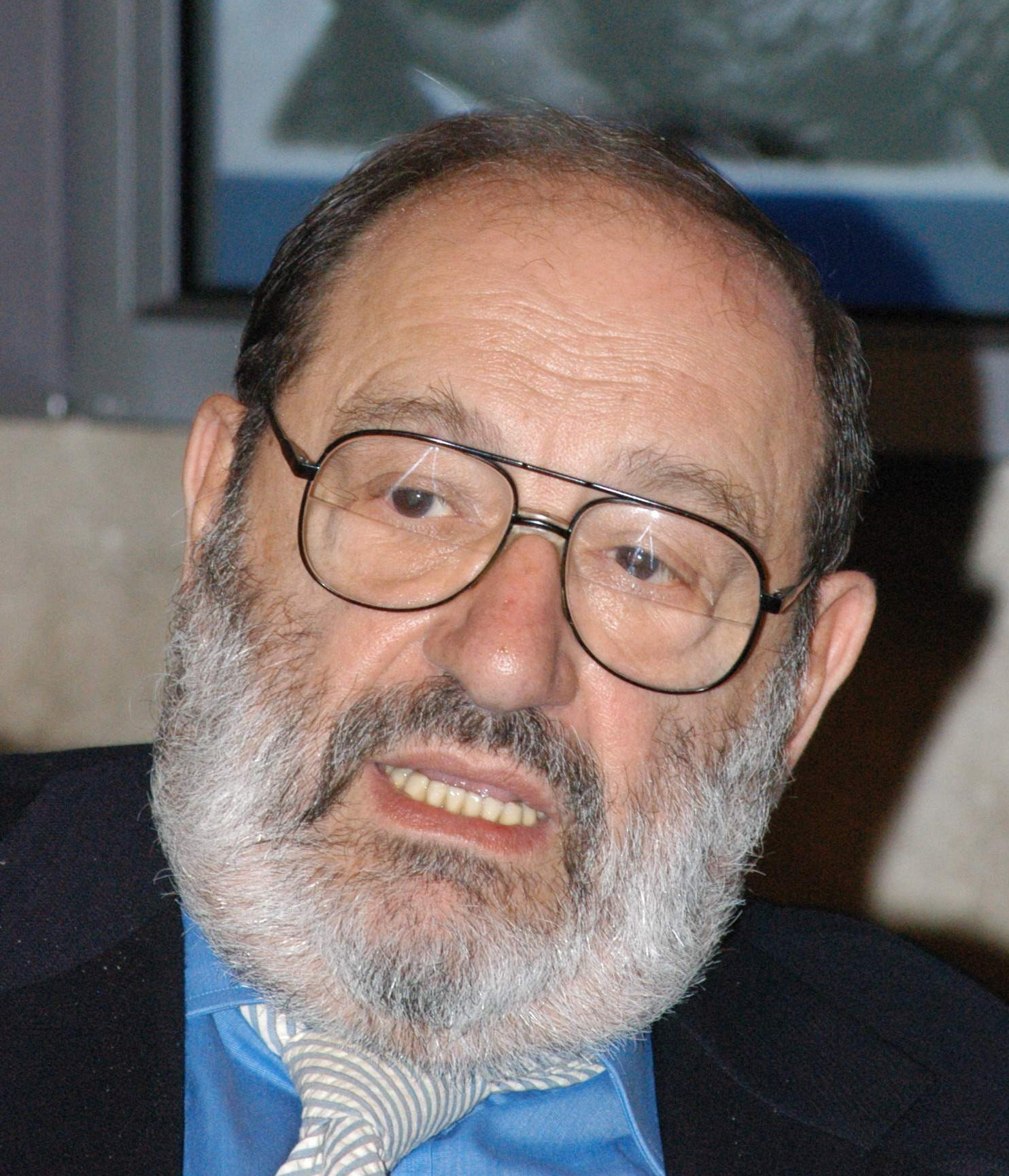
Umberto Eco.

À la suite des théories de Ferdinand de Saussure et du structuralisme se met lentement en place une sémiologie de l'art. Cette « science des signes » étudie non les motifs ou les significations des œuvres, mais les mécanismes de signifiance (comment l'œuvre signifie) ; l'œuvre est ici considérée comme un espace de signes et symboles, dont l'articulation est à décrypter. Le langage des œuvres (par exemple le langage pictural) n'est pas considéré comme un système identique aux langues : en effet, ce « langage » n'est pas composé d'unités dépourvues de signification (comme les phonèmes linguistiques), ou par des signes de pure convention. Ce langage existe principalement par des rapports d'analogie. Si certains codes propres au langage de l'art peuvent être déterminés (rôle de la forme, l'orientation, l'échelle…), l'implication d'éléments proprement matériels (liés à l'objet : pigments, lumière…) ne permet néanmoins pas de réduire entièrement l'art à des systèmes de langage.
L'autre approche sémiologique analyse la médiation de l'art par la langue (parlé/écrit), notamment par l'étude du discours sur l'art (description, critique, etc.). Ce discours, considéré comme un « méta-langage » des œuvres serait ainsi susceptible d'éclairer les jeux de signification dans l'art. Cette approche a été diversement critiquée par des philosophes et historiens de l'art, en raison de son logocentrisme, biais qui réduirait les œuvres visuelles aux seuls textes (descriptifs et interprétatifs), au détriment de leur matérialité et de l'expérience esthétique (du spectateur).

## Esthétique non occidentale

### Esthétique chinoise

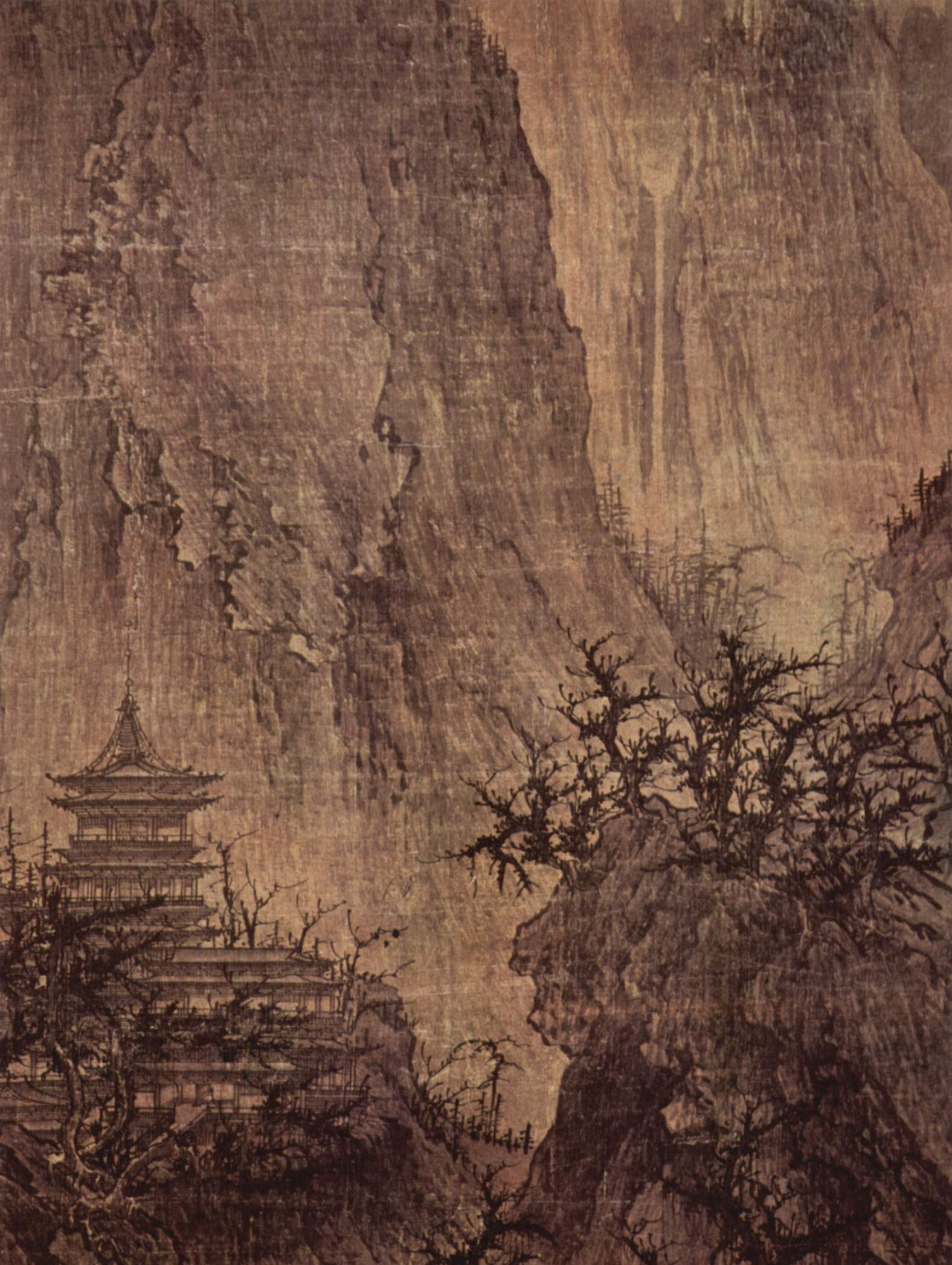
Temple bouddhique dans les montagnes, copie ancienne d'après Li Cheng.

L'art chinois a une longue histoire d’évolution de styles et conceptions. Dans les temps anciens, des philosophes discutaient déjà de l'esthétique. Confucius (551-478 avant notre ère) a souligné le rôle des arts et des lettres (notamment la musique et la poésie) dans le développement des vertus et le renforcement du li (étiquette, rites), afin de se rapprocher de l’essence humaine. S’opposant à ces arguments, Mo Zi a toutefois fait valoir que musique et beaux-arts étaient coûteux et peu efficaces, bénéficiant aux plus riches, mais pas aux gens ordinaires.
Dans des écrits du IVe siècle avant notre ère, des artistes débattent des buts propres à l’art. Par exemple, trois ouvrages de Gu Kaizhi à propos de théories de la peinture sont connus. Plusieurs ouvrages plus tardifs, rédigés par des artistes lettrés, traitent également de la création artistique. L’influence entre d’une part, la religion et la philosophie, et d’autre part l’art, était commune, mais pas omniprésente ; ainsi à chaque période de l’histoire chinoise, il est possible de trouver des arts qui ignorent largement la philosophie et la religion.
Autour de 300 avant notre ère, Lao Tseu formule des conceptions matérialistes et esthétiques en lien avec le taoïsme et les lois de la nature. Ces conceptions sont en évidente contradiction avec les intérêts de la minorité dirigeante. Le taoïsme influença aussi le feng shui, ou observation des faits de la terre et du ciel, en vue d'une harmonie.
Le représentant le plus important de la transition à l'esthétique chinoise médiévale est le philosophe Wang Chong, au Ier siècle. Il adopte une substance purement matérielle, le qi, comme principe d’une évolution naturelle et comme caractéristique fondamentale de la perception humaine. Il considère ainsi le monde matériel comme source de toute beauté ou laideur ; la vérité artistique relève de la conformité avec les faits.
Cao Pi (187-226) a suivi ces considérations précédentes, toutefois il n’inclut pas seulement les critères de beauté, mais également les formes artistiques. Xie He (479-502) concrétise ces idées dans les Six Principes de la peinture : l'expression de l'essence des manifestations de la vie ; l'art de la peinture au pinceau ; l'utilisation des couleurs conformément à la nature du sujet ; la composition ; la concordance de la forme avec la chose réelle ; l'imitation des meilleurs exemples du passé.
Au XIe siècle, l'écrivain Su Shi a attiré l'attention sur le rôle de l'inspiration et du talent.
Malgré la multiplicité des réflexions, l’évolution de l'esthétique chinoise dans la période qui a suivi a été fortement entravée par le faible développement des forces productives et la rigidité des relations sociales, dans les formes féodales ou ultérieures.

### Esthétique japonaise

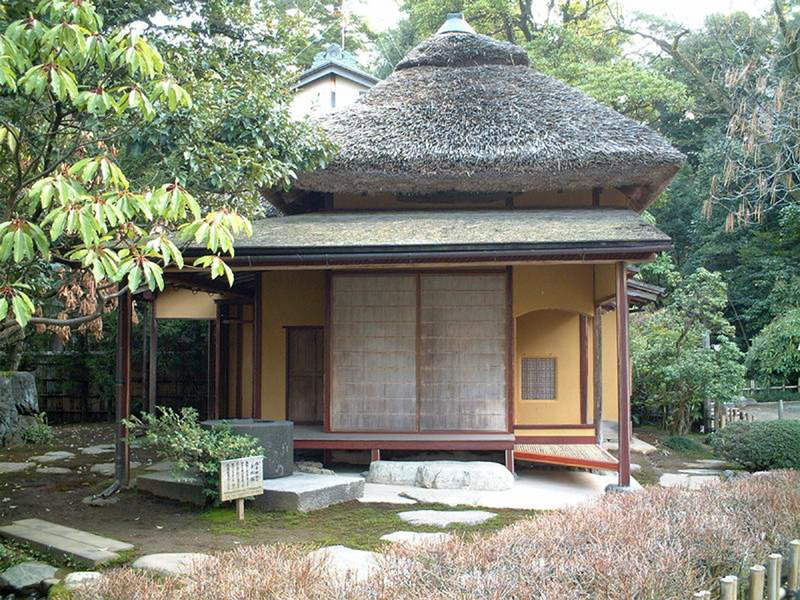
Une maison de thé japonaise, reflétant les idéaux wabi-sabi.

L'esthétique japonaise est l'approche des notions esthétiques voisines de la beauté ou du bon goût dans la culture japonaise traditionnelle et moderne. Bien que cette approche soit considérée dans la société occidentale essentiellement comme une étude philosophique, elle est considérée au Japon comme un élément indissociable de la vie quotidienne et spirituelle. Par ses aspects religieux, l'esthétique japonaise est fortement influencée par le bouddhisme. Elle est particulièrement développée dans le bouddhisme zen et le chanoyu. Le chanoyu comporte de nombreux aspects : construction, jardin et utilisation des végétaux, tissus, kimono, poterie, artisanat de bambou, calligraphie, fonderie, cuisine... L'esthétique est aussi évaluée à travers des idéaux, traditionnels tels que le wabi-sabi, le mono no aware, le iki, ou modernes tel le kawaii.

### Esthétique arabo-islamique

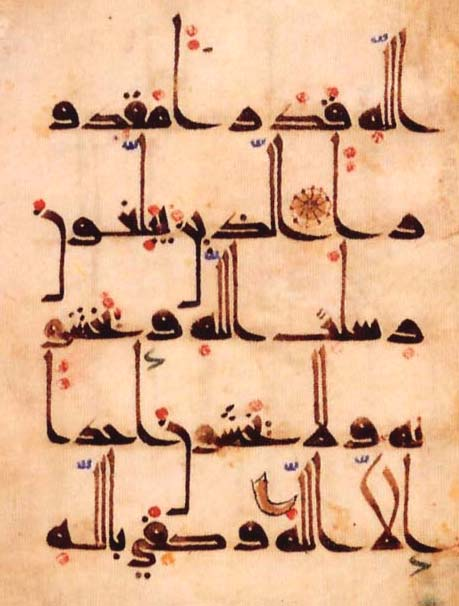
Une page de Coran du IXe siècle, en écriture coufique.

L'esthétique arabo-islamique, ou esthétique islamique, ne se rapporte pas exclusivement à la religion, mais à toute la pensée de la culture et du contexte islamique, et aux pratiques religieuses et profanes. Faute de textes, il n'est pas possible de connaitre les théories esthétiques de l'époque préislamique. Les philosophes islamiques n'ont pas rédigé d'œuvres se rapportant strictement à l'esthétique, mais dans leurs discussions à propos de Dieu, ils abordent différents débats dont les thèmes (arts, beauté, imagination...) sont étudiés aujourd'hui dans cette discipline.
Les idées sur la beauté sont inspirées dès le IXe siècle, par les doctrines néoplatoniciennes, notamment celles de Plotin, avec un texte arabe diffusé sous le nom de Théologie d'Aristote, qui influença les philosophes Al-Kindi (801-873), Al-Farabi (872-950) et Avicenne (980-1037). Ces philosophes reprennent notamment la distinction entre beauté sensible et beauté intelligible, et les liens avec la perception, l'amour et le plaisir. Dans La Cité vertueuse, Al-Farabi introduit l'idée de beauté intelligible dans les discussions sur les noms de Dieu. Il invoque la beauté et perfection de Dieu, pour justifier les rapports de transcendance entre perfection, beauté et plaisir. Les œuvres humaines sont ainsi intrinsèquement imparfaites (comparées à celles de Dieu) ; il s'établira au fil des siècles dans la société islamique des débats sur la pertinence de la représentation figurée dans l'art. Dans son Traité sur l'Amour, Avicenne détaille plus encore les distinctions entre la beauté intelligible et sensible, et les formes de plaisir ou d'attirance, en considérant aussi des éléments psychologiques et spirituels. Avicenne affirme, par exemple, que le désir pour la beauté sensible peut être une noble chose, aussi longtemps que ses aspects purement animaux sont subordonnés, et que l'intelligible conserve la faculté d'influencer le sensible.
Une part importante des discussions philosophiques concerne les arts, plus particulièrement la rhétorique et la poésie arabe ou persane. Inspirée par les commentateurs grecs d'Aristote, cette approche des arts est moins esthétique, que linguistique et logique. Les philosophes s'interrogent sur l'efficacité du langage, ses mécanismes linguistiques, ses usages (religieux, politique), ses capacités cognitives (persuader, faire imaginer). L'existence de la rhétorique et de la poésie demeure aussi essentielle pour les philosophes, dans leurs explications des liens complémentaires entre religion et philosophie (Al-Farabi, Averroès 1126-1198).
La musique est l'objet de plusieurs interprétations suivant les écoles : si les oulémas la considèrent avec une certaine méfiance, les soufis lui accordent un rôle spirituel important. Al-Ghazâlî (1058-1111) consacre de nombreuses pages sur les effets de l'audition de la musique, de la poésie et de la prière sur l'âme, et les philosophes comme Avicenne développent des théories mathématiques sur les sons, en rapport avec la musique des sphères.

### Esthétique hindoue
Des réflexions esthétiques, produites dès le VIIIe siècle en Inde, ont pour matière le théâtre, qui réunit plusieurs arts (jeu dramatique, poésie, musique, danse).
Aux Xe et XIe siècles, Abhinavagupta, dans son commentaire l'Abhinavabhāratī, effectue une synthèse de l'esthétique. La philosophie de l'esthétique est un domaine profane.
Au centre de l'esthétique hindoue, le concept de Rasa, en sanskrit « essence », « goût » ou « saveur » (littéralement « sève » ou « jus » ), est attribué à Bharata et développé par Abhinavagupta, qui le qualifie d' « essence de la poésie ». Cette abstraction suggère que les sentiments humains (à chaque sentiment correspond un registre artistique) imprègnent les formes incarnées. Les rasa, que l'on retrouve en théâtre et en poésie, constituent les composantes de l'expérience esthétique. Émerveillement et béatitude, supérieurs à toute joie quotidienne, représentent l'essence du rasa. Les causes et effets actualisent les dispositions d'esprit permanentes, qui résultent à la fois de l'expérience (y compris artistique) de la vie et des vies antérieures. La combinaison des éléments dramatiques (dans l’œuvre théâtrale) permet ainsi d'éveiller les sentiments, pour en faire des rasa (ces mêmes dispositions sont à l'origine des sentiments ordinaires dans une conception non-esthétique).
Ainsi, le matériau de l'art possède un pouvoir propre de révélation des rasa, qui mène à une expérience de jubilation. Abhinavagupta compare le théâtre aux rites, dans l'agencement des actions porteur d'un pouvoir. Cet art s'oppose à la vie quotidienne, à la satisfaction d'un besoin ou d'un intérêt où les limites de temps, espace et causalité asservissent la conscience. Le temps de la délectation esthétique est le présent, qui correspond à l'éternité. Il ne s'agit pas de représenter (forme de réitération du passé), mais de jubiler.
Le terme de pratibh signifie à la fois inspiration et sensibilité. Il correspond aux perceptions ineffables. La béatitude est l'essence de la conscience à laquelle accède l'artiste (yogin). L'esthétique hindoue prend ainsi une dimension métaphysique.

## Bibliographie indicative

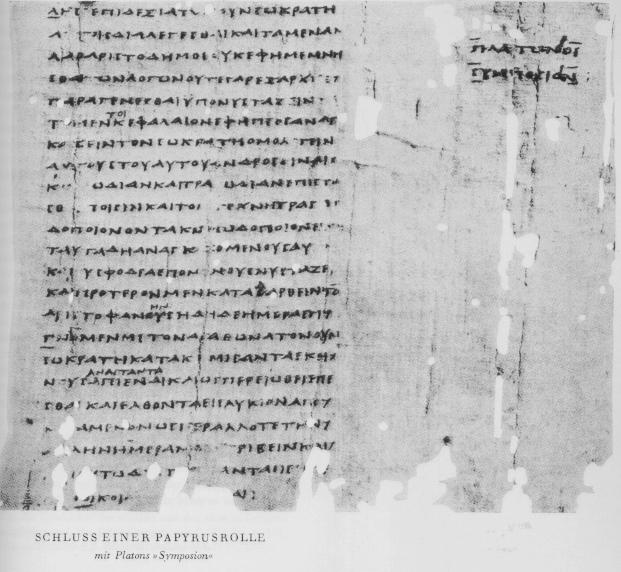
Manuscrit sur papyrus : Le Banquet (v.380 av. J.-C.), de Platon.